# Gisslingö

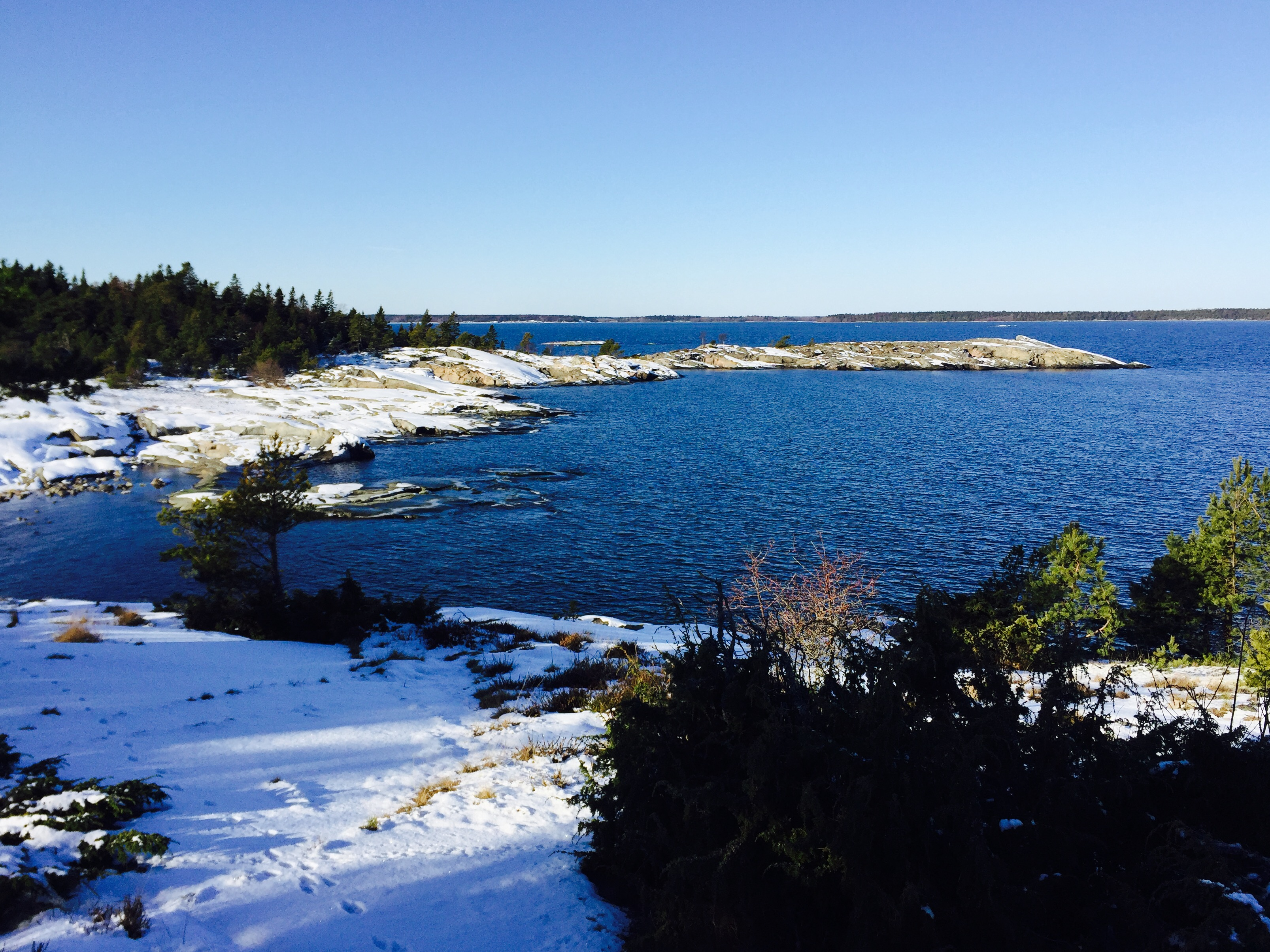
Gisslingö, vy från öns nordspets mot väst.

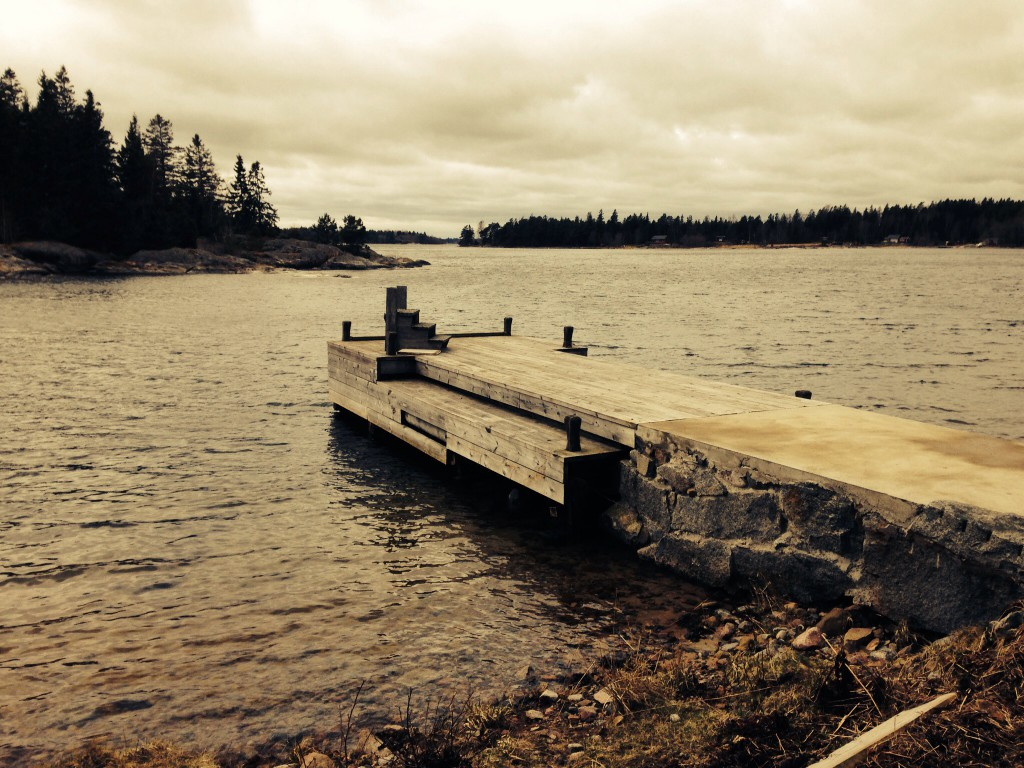
Gisslingö brygga, som trafikeras av reguljär skärgårdstrafik.

Gisslingö är en 2,5 km lång ö drygt 3 sjömil nordost om Kapellskär. Ön trafikeras av reguljär färjetrafik.

## Historia
Ön finns omnämnd som ”Gäslingeöhn” på en karta från 1697 där det också framgår att gränsen mellan Rådmansö och Vätö socknar gick tvärs över ön. Under rysshärjningarna år 1719 tog befolkningen på de närbelägna öarna Tjockö och Tyvö sin tillflykt till 'borgen' på Gisslingö, en skogklädd berghäll omgiven av mossar och myrmarker.
En tidig uppgift om Gisslingö finner man i ett brev daterat 3 oktober 1562 där ön benämns Göslingen. I brevet omtalas Franz far, en man som illegalt bosatte sig på Gisslingö. Han tvingades senare flytta till Lidö. Ön tillhörde ursprungligen Lidö herrgård men 1899 köps Gisslingö ut från Lidö av Carl-Erik Pettersson. Han flyttade till Gisslingö redan 1879 och levde sina första 20 år som torpare innan han köpte Vätö-delen av ön.
Vid öns nordöstra spets finns lämningar av kustartilleribatteri GI (7,5 cm tornpjäs m/57).

## Miljö
Ön är relativt låglänt och de inre delarna består till stor del av helt eller delvis igenväxta insjöar och kärr varav den största heter Stormaren. Våtmarkerna har bedömts ha så stora naturskyddsvärden att de har blivit natura 2000-område. År 2015 bildades Gisslingö naturreservat som omfattar 92 hektar av öns norra delar. Eftersom ca 36 hektar av ön i långa tider utgjorts av militärt övningsområde har området inte exploaterats för jord- eller skogsbruk. Det finns samlad bebyggelse omfattande en handfull hus på öns västsida, resterande delar är obebyggda.
På ön finns bestånd av mufflonfår och dovhjort som sannolikt är inplanterade.